# Chermayeff & Geismar & Haviv
Chermayeff & Geismar & Haviv (anteriorment Brownjohn, Chermayeff & Geismar i Chermayeff & Geismar) és una empresa de disseny gràfic i logotips de Nova York creada el 1957.
L'empresa ha dissenyat logos per empreses com Pan American World Airways, Mobil Oli, PBS, Chase Bank, Barneys New York, Museu d'Art Modern de Nova York, Xerox, Smithsonian Institution, NBC, Universitat Cornell, National Geographic Society i d'altres.
Va ser fundada al New Bauhaus de Chicago per Ivan Chermayeff i Tom Geismar, així com Robert Brownjohn. Brownjohn va marxar de l'associació el 1959. El 1979, Ivan Chermayeff i Tom Geismar van rebre la Medalla d'AIGA.
El 2006, el dissenyador Sagi Haviv es convertí en el tercer soci a l'empresa. El 2013 el seu cognom va ser afegit a la denominació, sent coneguda com Chermayeff & Geismar & Haviv. El 2016 es va unir a la empresa el dissenyador Mackey Saturday com a principal.
L'octubre de 2014, el Premi Nacional de Disseny per a la Lifetime Achievement va ser atorgat a Tom Geismar i Ivan Chermayeff pel Smithsonian's Cooper-Hewitt, Museu Nacional de Disseny.
Chermayeff va morir el 3 de desembre de 2017 a l'edat de 85.

## Identitats visuals dissenyades

Discovery+, Chermayeff & Geismar & Haviv (2021)
Mobil, Chermayeff & Geismar (1964–1968)
Merck & Co., Chermayeff & Geismar (1965-)
Seatrain Lines, Chermayeff & Geismar (1966)
National Geographic, Chermayeff & Geismar (1967-)
Xerox, Chermayeff & Geismar (1968)
NBC, Chermayeff & Geismar (1986-2022)
Smithsonian Institution, Chermayeff & Geismar (1999)
State Farm, Chermayeff & Geismar (2011)
RatPac-Dune Entertainment, Chermayeff & Geismar & Haviv (2013)
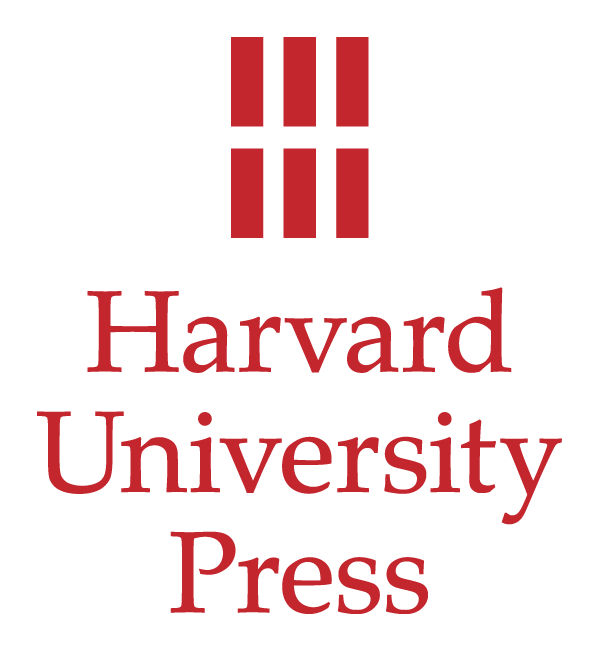
Harvard University Press, Chermayeff & Geismar & Haviv (2013)
Dominion Energy, Chermayeff & Geismar & Haviv (2017)
Animal Planet, Chermayeff & Geismar & Haviv (2018)
Warner Bros. Discovery, Chermayeff & Geismar & Haviv (2022)
Warner Bros., Chermayeff & Geismar & Haviv (2023)